# Cebuspökuggla
Cebuspökuggla (Ninox rumseyi) är en nyligen beskriven fågel i familjen ugglor inom ordningen ugglefåglar.

## Utseende
Cebuspökugglan är en 25 cm lång rundhuvad uggla med endast korta fintrådiga förlängningar på örontäckarna. Fjäderdräkten är relativt vältecknad och tät på ovansidan medan undersidan har svaga tvärband eller bara vissa mörka fläckar. Undergump och undre stjärttäckare är vitaktiga och strupen vit. Jämfört med romblonspökugglan är den mer konstrastrikt tecknad ovan och på huvudet. Arten är mest lik mindorospökugglan, men är mycket större med mer vida spridda tvärband eller rätt otecknad undersida.

## Utbredning och systematik
Cebuspökuggla återfinns i Filippinerna, på Cebu. Tidigare fördes arten till luzonspökuggla (Ninox philippensis), då under det svenska trivialnamnet filippinsk spökuggla.

## Status
Cebuspökugglan är endast känd från en relativt liten ö med omfattande habitatförlust till förmån för odlings- och betesmarker. Beståndet uppskattas till under 1000 individer men tros dock vara stabilt. Arten är därför upptagen på internationella naturvårdsunionen IUCN:s röda lista för hotade arter, där placerad i kategorin sårbar (VU).

## Namn
Fågelns vetenskapliga artnamn hedrar Stephen John Raymond Rumsey (född 1950), brittisk affärsman, ornitolog och värnare av naturskydd.